# Нидершајдвајлер
Нидершајдвајлер (њем. Niederscheidweiler) општина је у њемачкој савезној држави Рајна-Палатинат. Једно је од 107 општинских средишта округа Бернкастел-Витлих. Према процјени из 2010. у општини је живјело 264 становника. Посједује регионалну шифру (AGS) 7231096.

## Географски и демографски подаци
Нидершајдвајлер се налази у савезној држави Рајна-Палатинат у округу Бернкастел-Витлих. Општина се налази на надморској висини од 375 метара. Површина општине износи 7,8 km². У самом мјесту је, према процјени из 2010. године, живјело 264 становника. Просјечна густина становништва износи 34 становника/km².